# Kronologija Domovinskog rata: svibanj 1996.

### 1. svibnja
- Međunarodni sud pravde (organ UN) počinje jednotjedno javno razmatranje tužbe BiH protiv Srbije da je potpomagala i prouzročila genocidni rat u Bosni.[1]

### 7. svibnja
- Prvi put nakon Nürnberga i Tokija, u Den Haagu započelo suđenje bosanskom Srbinu Dušanu Tadiću za ratne zločine protiv čovječnosti.[1]

### 8. svibnja
- Na sjednici Sabora Republike Hrvatske, po hitnom postupku uvršten Prijedlog zakona o oprostu počiniteljima kaznenih djela s područja istočne Slavonije, Baranje i zapadnog Srijema.[1]

### 9. svibnja
- VIJEĆE sigurnosti UN-a donijelo Predsjedničku izjavu, kojom se, uz najdublju zabrinutost, optužuje SRJ da ne surađuje s Međunarodnim sudom za ratne zločine.[1]
- SLUŽBENI predstavnik haškog suda za ratne zločine Christian Chartier priopćio da je Musliman Zejnil Delalić izručen Sudu, zbog zločina počinjenih nad Srbima u BiH.[1]

### 14. svibnja
- U HRVATSKO Podunavlje počeo stizati hrvatski tisak.[2]

### 15. svibnja
- IFOR predao predstavnicima Vlade BiH upravljanje nad dijelom sarajevske zračne luke.[2]

### 16. svibnja
- NAFTNO polje Đeletovce više ne kontroliraju Arkanovi odmetnici - INA preuzima poslove crpljenja nafte u istočnoj Slavoniji, a ekonomska eksploatacija započinje već 3. lipnja.[2]

### 21. svibnja
- Na području istočne Slavonije, Baranje i zapadnog Srijema započela demilitarizacija, a prema riječima generala Kleina, treba završiti točno za mjesec dana.[3]
- HAŠKI sud donio odluku s dosad najdalekosežnijim političkim značenjem - uskoro će se održati javno preslušavanje o zločinima Karadžića i Mladića.[3]

### 24. svibnja
- SINOĆ oko 21 sat pokraj Otoka, nedaleko od Vinkovaca, Srbi ispalili pet minobacačkih granata, u Vinkovcima objavljena opća opasnost. To je najveća oružana provokacija na tom području od kada je potpisano primirje.[3]

### 29. svibnja
- ČELNICI bosanskih Srba Karadžić i Mladić ponovno u Beogradu, gdje su s vlastima Srbije i SRJ razgovarali o Daytonskom sporazumu, te o statusu Brčkog, a od Karadžića se, navodno, zatražilo da pismeno potvrdi svoje povlačenje s vlasti.[3]

### 31. svibnja
- U Haagu optuženi Dražen Erdemović priznao svoju krivnju, da je kao pripadnik srpskih snaga sudjelovao u ubijanju pučanstva Srebrenice, jer, kako kaže, da nije poslušao zapovijed, bio bi i sam ubijen sa žrtvama.[3]